# Physetica deceptura
Physetica deceptura là một loài bướm đêm trong họ Noctuidae.